# Protektor Lebensversicherungs-AG
Die Protektor Lebensversicherungs-AG ist eine Sicherungseinrichtung für Lebensversicherungsunternehmen in Deutschland. Sitz der Gesellschaft ist Berlin, die zuständige Aufsichtsbehörde ist die Bundesanstalt für Finanzdienstleistungsaufsicht. Ziel ist der Schutz angesparter Vermögen der Versicherten vor den Folgen der Insolvenz eines Lebensversicherers. Dies wird durch die Fortführung der Verträge im Insolvenzfall gewährleistet, um die Leistungen für die Altersvorsorge, den Risikoschutz sowie die gewährten Gewinnbeteiligungen zu erhalten.

## Firmengeschichte

### 2002: private Initiative der Lebensversicherer einer Auffanggesellschaft
Die Protektor Lebensversicherungs-AG wurde am 8. November 2002 als spezielle Auffanggesellschaft gegründet, um bestehende Kundenverträge vor einer Pleite eines Versicherungsunternehmens zu schützen und so Schaden von der deutschen Versicherungsbranche abzuwenden. Auf der Gründungsversammlung wurde von den Aktionären die Erhöhung des Grundkapitals auf 3,2 Millionen Euro, die Neufassung der Satzung und die Besetzung des Aufsichtsrates beschlossen. Die Mitgliederversammlung des GDV beschloss am 14. November 2002, dass jedes Lebensversicherungsunternehmen, das Mitglied im GDV ist, sich als Gesellschafter an der Protektor Lebensversicherungs-AG beteiligt. José Ferrer und Karl Panzer wurden vom Aufsichtsrat der Protektor Lebensversicherung am 19. November 2002 zu Mitgliedern des Vorstandes ernannt. Die Gesellschaft konnte nach der Erlaubnis der BaFin am 9. Dezember 2002 den Geschäftsbetrieb aufnehmen. Nach dem Ausscheiden von Karl Panzer aus dem Vorstand wurde Günter Bost als neues Vorstandsmitglied am 17. Juni 2003 bestellt.

### 2003: Übernahme des Versicherungsbestandes der Mannheimer Lebensversicherungs-AG
Alle Lebensversicherungsunternehmen haben am 30. Juni 2003 ihre Verpflichtungserklärung zur Beteiligung an der Protektor abgegeben, somit konnte der Aufsichtsrat den Vorstand einen Tag später damit beauftragen, ein Eckpunktepapier mit der Mannheimer AG Holding und deren Lebensversicherungstochter Mannheimer Lebensversicherungs-AG zur Überführung des Versicherungsbestandes des zu diesem Zeitpunkt von der Zahlungsunfähigkeit bedrohten Unternehmens Mannheimer Leben (Mannheimer Lebensversicherungs-AG) an die Protektor Lebensversicherungs-AG auszuhandeln. Der Aufsichtsrat der Protektor stimmte dem Eckpunktepapier am 11. Juli 2003 zu. Die Sitzverlegung nach Berlin wurde am 15. Juli 2003 in das Handelsregister Berlin eingetragen. Günter Himstedt übernahm mit dem Mandat des Aufsichtsrates am 4. August 2003 den Vorstandsvorsitz. Die Verhandlungen über die Bestandsüberführung der Mannheimer Leben an die Protektor wurden am 18. September 2003 erfolgreich beendet und am 26/27. September 2003 beurkundet, wirtschaftlich hatte die Protektor Lebensversicherungs-AG den Bestand schon zum 1. Juli übernommen. Die BaFin genehmigte die Bestandsübertragung am 1. Oktober 2003. Die 103 Gesellschafter hatten Mitte Oktober 2003 entsprechend der Verpflichtungserklärung ihren Anteil in Höhe von rund 240 Millionen Euro als Kapitalrücklage erfüllt. Die Solvabilitätserfordernis des am 1. Oktober übernommenen Versicherungsbestands der Mannheimer Lebensversicherungs-AG und die Deckung der versicherungstechnischen Passiva mit Kapitalanlagen wurden somit erfüllt. Nachdem José Ferrer sein Mandat als Vorstandsmitglied zum 30. September 2002 niederlegte, wurde Jörg Westphal vom Aufsichtsrat als Vorstandsmitglied berufen. Im ersten Halbjahr 2004 wurde die Konsolidierung des Vertragsbestandes und die Neuorganisierung der Geschäftsprozesse abgeschlossen, somit hat die Protektor den Wandel von einer Gesellschaft ohne operatives Geschäft in einen voll funktionsfähigen Lebensversicherer vollzogen.

### 2004–2006: Aufgaben des gesetzlichen Sicherungsfonds für die Lebensversicherer
Im Dezember 2004 hat der Gesetzgeber die Errichtung eines Sicherungsfonds für die Lebensversicherer rechtlich vorgeschrieben. Das Bundesministerium für Finanzen übertrug diese Aufgabe der Protektor Lebensversicherungs-AG im Mai 2006.